# Облигация
Облига́ция (лат. obligatio — обязательство; в некоторых контекстах также бонд, нота, от англ. bond, note) — эмиссионная долговая ценная бумага, владелец которой имеет право получить её номинальную стоимость деньгами или имуществом в установленный ею срок от того, кто её выпустил (эмитента). Также облигация может давать право держателю получать разовый или периодический доход в виде процента от её номинальной стоимости (в том числе в форме купона). Часто встречаются облигации с переменной процентной ставкой, которая привязывается к ставкам межбанковского рынка, ставке рефинансирования или к другим финансовым индикаторам. Иногда облигации предусматривают погашение не в денежной форме, а заранее оговоренным имуществом или иными правами.
Конечный доход по облигации, помимо процентных (купонных) выплат, формирует разница между ценой её покупки и погашения (дисконт).
Являясь формой займа, облигации служат дополнительным источником средств для того, кто её выпускает. Иногда их выпуск носит целевой характер — для финансирования конкретных программ или объектов, часть дохода от которых в дальнейшем будет выплачена как доход по облигациям.
Экономическая суть облигаций очень похожа на кредитование. Они позволяют планировать уровень доходов и затрат для эмитента, и уровень доходов для покупателя, но не требуют оформления залога и упрощают процедуру перехода права требования к новому кредитору. Заимствования через облигации чаще всего составляют от 1 года до 30 лет.

## Рынок облигаций
В качестве инвестиций облигации привлекательны фиксированным периодом обращения на рынке и фиксированным процентным доходом, что позволяет прогнозировать прибыль от таких инвестиций на произвольный период, даже если облигацию планируется продать до её погашения. Это существенно снижает риск инвестиций в облигации в долгосрочном плане по сравнению с акциями, доход по которым зависит от большого количества факторов и плохо прогнозируется на длительный срок. Разумеется, риски дефолта эмитента идентичны как при инвестициях в облигации, так и при покупке акций. Но даже при банкротстве выплаты по облигациям всегда более приоритетны, чем по акциям, на которые распределяется остаток имущества в самую последнюю очередь.
По сравнению с облигациями, для инвестора всегда сохраняется альтернатива в виде инвестиций с плавающей доходностью — акции и банковские депозиты.
Сопоставление текущей доходности облигаций и банковского процента на равноценные депозиты служит основой для формирования цен облигаций на вторичном рынке ценных бумаг (существуют облигации, не имеющие обращения на вторичном рынке, например ОФЗ-н). Так как общая сумма выплат на облигации фиксирована (оставшиеся до погашения проценты и в конце срока номинал), то реальная доходность облигаций как объекта инвестиций регулируется только их текущей ценой. При этом покупка по более низкой цене обеспечивает более высокую доходность инвестиции в облигации, а повышение цены приводит к снижению потенциальной доходности. Например, при погашении облигации через год по цене 1000 рублей и процентах в сумме 100 рублей покупка облигации по номиналу принесёт 10 % доходности при погашении (доходом на 1000 рублей будут 100 рублей процентов). Если рыночная цена понизится и получится купить эти же облигации по 900 рублей, то доходность при погашении составит 22,22 % (доходом на 900 рублей будут 200 рублей — 100 рублей процентов и 100 рублей дисконта). Альтернативой покупке облигаций является размещение этой же суммы на банковском депозите. Вполне очевидно, что в конкурентной экономике при прочих равных условиях такие облигации будут торговаться около номинала при условии, что банковский процент будет около 10 % годовых. Если банковская ставка повысится до 22,22 % годовых, то конкурентные механизмы будут стремиться приблизить к этому уровню доходность облигаций. Для новых облигаций это будет учтено изначально в предлагаемых процентах. Но для уже выпущенных облигаций процентные выплаты неизменны, поэтому желающие продать эти облигации вынуждены будут понижать цену (в нашем примере до уровня 900 рублей), потому что просто не будет покупателей, если доходность будет ниже банковского депозита. Таким образом, если процентные ставки в банковской сфере увеличиваются, то цены на ранее выпущенные облигации будут снижаться. Если банковские депозитные ставки снижаются, то текущая цена ранее выпущенных облигаций возрастает.
Конкретный уровень роста или снижения цены зависит не только от соотношения процентов, но и от времени до срока погашения и степени надёжности эмитента (уровня риска). Банковские депозиты считаются менее рискованными, чем облигации, более гарантированными. По сравнению со срочными вкладами на длительный срок у облигаций выше ликвидность (их можно быстро продать другому лицу до момента погашения).
При совершении операций купли-продажи процентных облигаций на цену существенное влияние оказывает накопленный купонный доход (НКД) по текущему купону. Для сделок с отсроченной поставкой НКД обычно рассчитывается на дату предполагаемой поставки. Зная купонные сроки и суммы купонов можно рассчитать НКД на любую дату в пределах купонного периода.
В биржевых котировках облигаций рыночная цена обычно указывается в процентах от номинала.
Цена дисконтной облигации обычно меньше номинала и может превышать номинал лишь в случаях, когда погашение предполагается производить не деньгами, а неким активом, стоимость которого уже выше номинала облигации.
Цена процентной облигации может быть как ниже, так и выше номинала.
Если цена выше номинала, то говорят, что облигация продаётся с премией (с ажио), если ниже — то с дисконтом (с дизажио).

### Межрыночное взаимодействие
Цены на облигации и сырьевые товары движутся в противоположных направлениях. Увеличение цен на сырьевые товары — показатель усиления инфляционного давления, приводящего к повышению процентных ставок и снижению цен на облигации.

## Размещение облигаций
Согласно действующему законодательству Российской Федерации, первичное размещение облигаций занимает от 3 до 12 мес. Но не больше года с момента регистрации проспекта эмиссии облигаций в ФСФР России (упразднено. Вместо него эти функции выполняет ЦБ РФ) (также необходимо зарегистрировать решение о выпуске и отчёт об итогах выпуска ценных бумаг). Тем не менее, на практике первичное размещение, как правило, проходит в 1 день. Это касается как рынка государственных, так и негосударственных облигаций.

## Виды облигаций

### Общие положения
Облигации можно классифицировать по любому их признаку: эмитенту, сроку обращения (в том числе они могут быть бессрочными, то есть без срока погашения), типу дохода, конвертируемости, валюте (в том числе и по отношению к эмитенту; см. напр. еврооблигация), целям выпуска (см. напр. инфраструктурная облигация, военный заём), инвестиционной привлекательности и рейтингу (см. рейтинг облигаций).

### По эмитентам
- Государственные облигации (англ. Government bonds) или суверенные облигации (англ. Sovereign bonds) — ценная бумага, эмитированная с целью покрытия бюджетного дефицита от имени правительства или местных органов власти, но обязательно гарантированная правительством.
- Муниципальные облигации — облигации, выпускаемые городскими, местными властями в виде займа под муниципальную собственность с целью финансирования различных проектов. Обычно доход от муниципальных облигаций освобождён от государственного и местного налогов.(англ. Municipal bonds).
- Корпоративные облигации — облигация, выпускаемая корпорациями (юридическими лицами) для финансирования своей деятельности. Как правило, корпоративная облигация является долгосрочным долговым инструментом со сроком погашения более года. (англ. Corporate bonds).

### По типу дохода
- Дисконтная облигация (англ. Zero Coupon Bond) — облигация, доходом по которой является дисконт (бескупонная облигация). Дисконтные облигации продаются по цене ниже номинала. Чем ближе дата погашения облигации, тем выше рыночная цена облигации. Примеры дисконтных облигаций — ГКО, БОБР.
- Облигация с фиксированной процентной ставкой[англ.] (англ. Fixed Rate Bond; Fixed Income) — купонная облигация, доход по которой выплачивается по купонам с фиксированной процентной ставкой. Информация о купонах указывается в проспекте эмиссии облигации. К этому типу облигаций относятся ОФЗ-ПД, ОВГВЗ, большинство еврооблигаций.
- Облигация с плавающей процентной ставкой[англ.] (англ. Floating Rate Note (FRN); Floater) — купонная облигация с переменной величиной купонной выплаты, размер которой привязан к определённым макроэкономическим показателям-ориентирам: к доходности государственных ценных бумаг, к ставкам межбанковских кредитов (LIBOR, EURIBOR, MOSPRIME) и т. п. Размер ставки по купонным выплатам регулярно пересчитывается: как правило, ежемесячно или каждые три месяца, и так далее.
- Облигация с амортизацией — по такой облигации, помимо купонных выплат, эмитент периодически выплачивает часть номинала облигации. Каждая выплата снижает номинал облигации, пока в дату погашения он не достигнет нуля. Размер купона также постепенно уменьшается пропорционально номиналу. Пример облигаций с амортизацией — российские ОФЗ-АД.

### По целям выпуска
По целям облигационного займа различают облигации обычные и целевые. Средства от продажи целевых облигаций направляются на финансирование определённых инвестиционных проектов. В свою очередь, можно выделить несколько типов целевых облигаций, выпуск которых преследует цели достижения общественного блага:
1. Инфраструктурные облигации (англ. Infrastructure bond) — выпускаются государственными компаниями или частными корпорациями для финансирования строительства крупного инфраструктурного объекта (автомобильной дороги, порта, железной дороги, аэровокзала и т. д.). Как правило, эмитент таких бумаг после строительства объекта получает его в концессию на некоторое время (чаще всего несколько десятков лет), и соответственно пользование данным объектом для третьих лиц может быть платным (например, платная дорога). Достаточно часто государство, на территории которого строится объект, предоставляет гарантии по инфраструктурным облигациям, что повышает их привлекательность для участников рынка. Из-за длительного срока окупаемости инфраструктурных объектов, срок обращения облигаций также достаточно большой (часто несколько десятков лет)[5][6].
2. Зелёные облигации (англ. Green bonds, Climate bonds) — предоставляются на условиях возвратности и финансируют природоохранные проекты и направления по улучшению экологической ситуации. Зелёные облигации — неотъемлемая часть зелёной экономики, обеспечивающей социальное благополучие и справедливость, при этом минимизируя экологический дефицит и риски для окружающей среды[7][8][9].
3. Социальные облигации (англ. Social Impact Bond) — не являются традиционными облигациями в узком смысле, больше похожи на сложный структурированный продукт. Позволяют инвесторам участвовать в решении социальных проблем и, в случае успешности, получить финансовый доход[10]. Подразумевают многосторонний контракт, в котором выплаты инвесторам увязаны с достижением финансируемыми ими организациями определённых счётных целей по решению социальной проблемы. Организацией выпуска социальных облигаций (подготовкой и подписанием контракта, созданием и обслуживанием финансового инструмента), как правило, занимается независимая организация — социальный провайдер[11][10][12].

### По конвертируемости
Конвертируемые облигации — долговой инструмент с фиксированной процентной ставкой, дающий держателю право обменять облигации и купоны на определённое число обыкновенных акций или других долговых инструментов данного эмитента по заранее оговоренной цене (цена конвертирования) и не раньше предварительно установленной даты. После конвертирования облигация прекращает существование, а вместе с ней и долговое обязательство эмитента. Конвертируемые облигации выпускают и правительства, и компании.
Облигации, не дающие таких прав держателю, называются неконвертируемыми.

## Галерея

Облигация внутреннего выигрышного займа России 500 рублей, 1992
Реверс
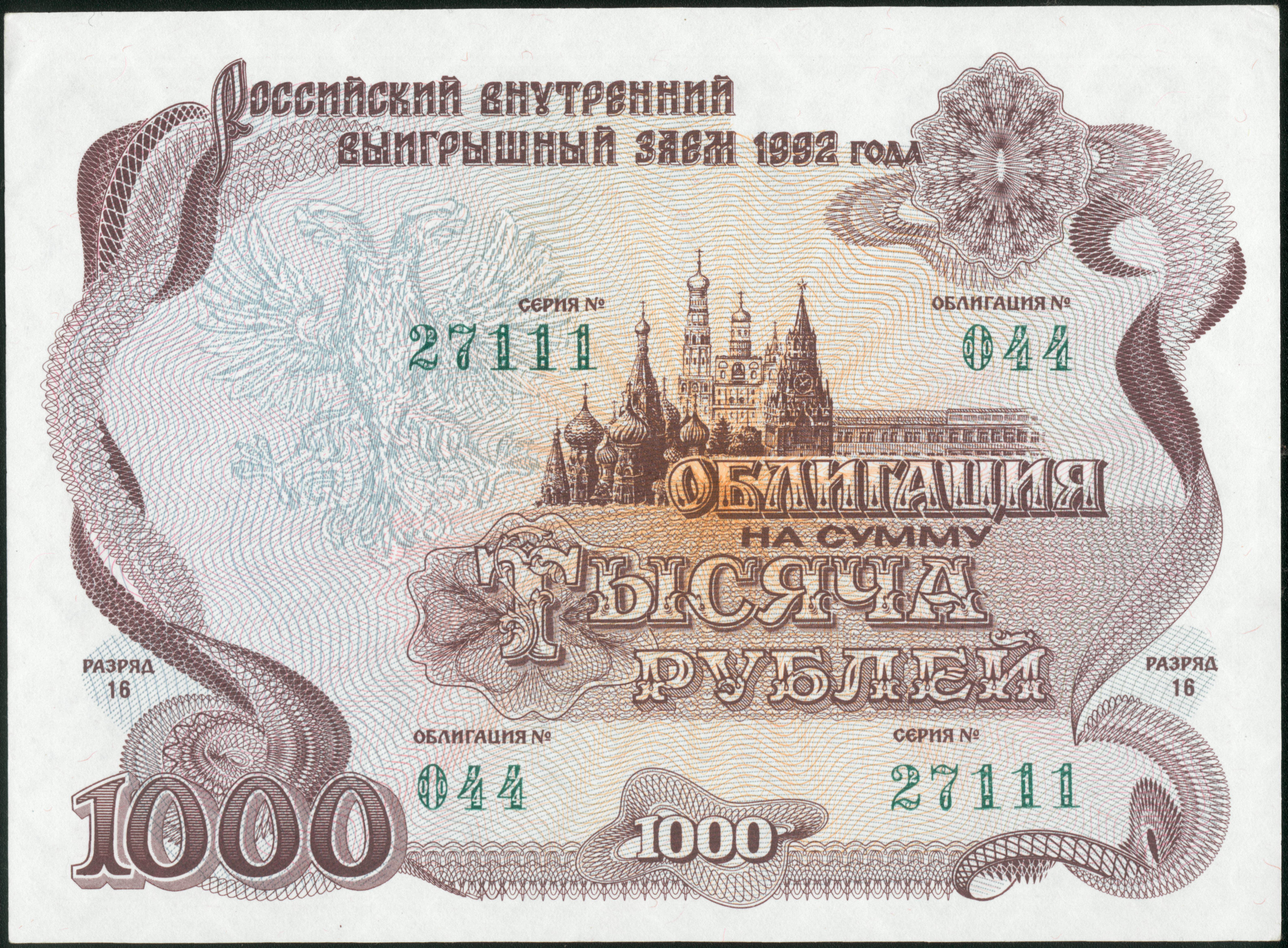
Облигация внутреннего выигрышного займа России 1000 рублей, 1992
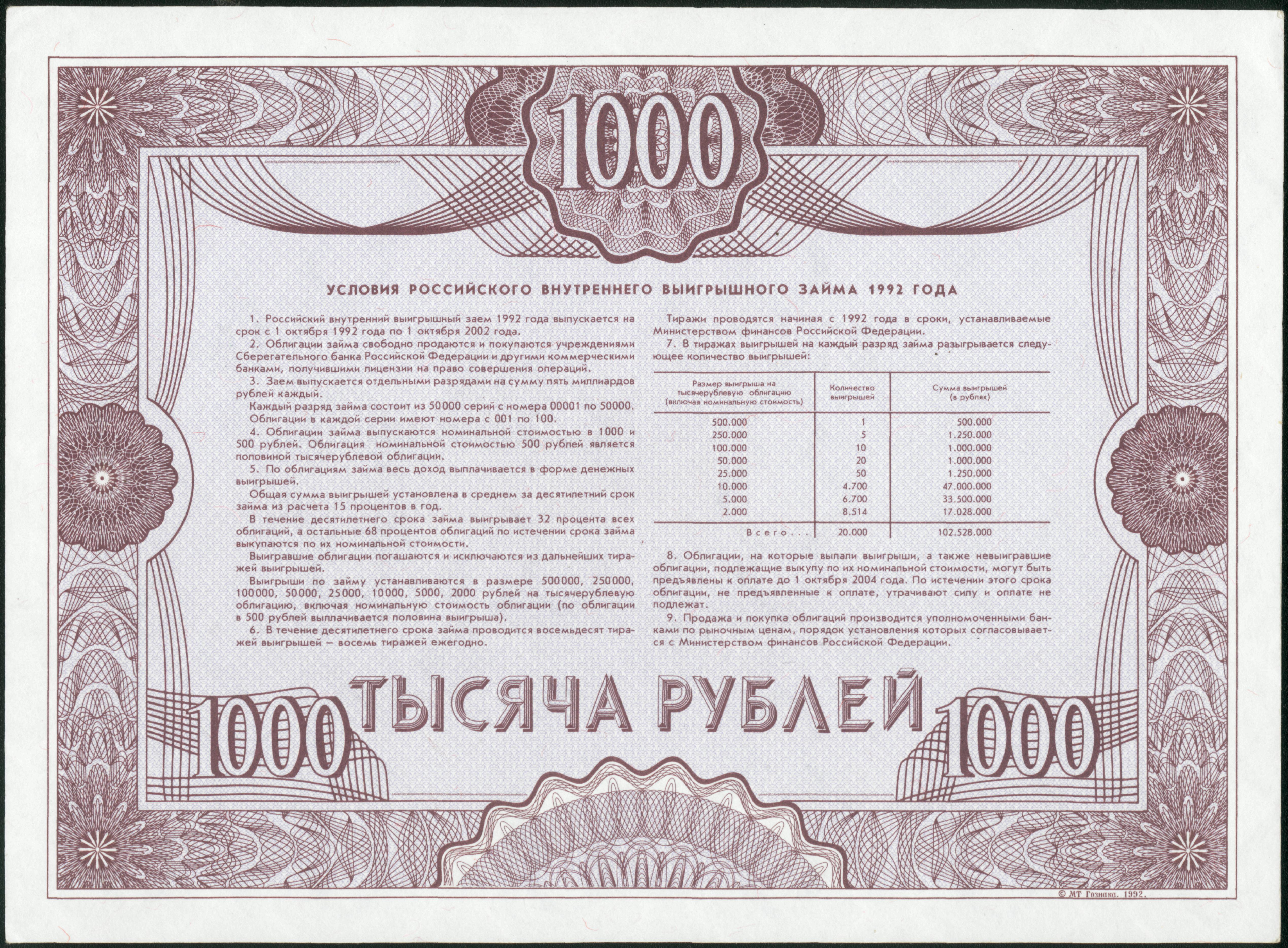
Реверс
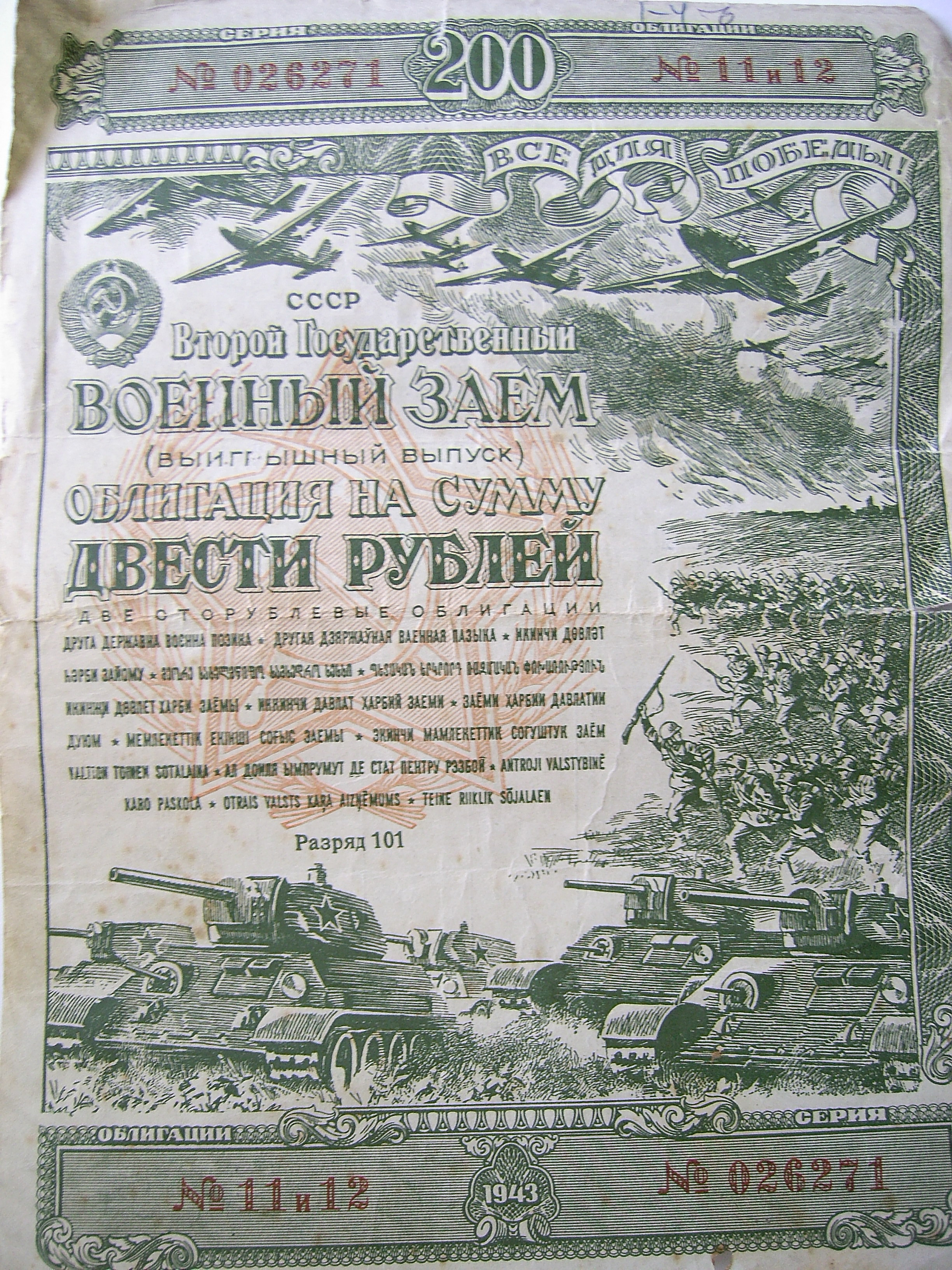
Облигация военного займа на сумму 200 р. 1943 года.
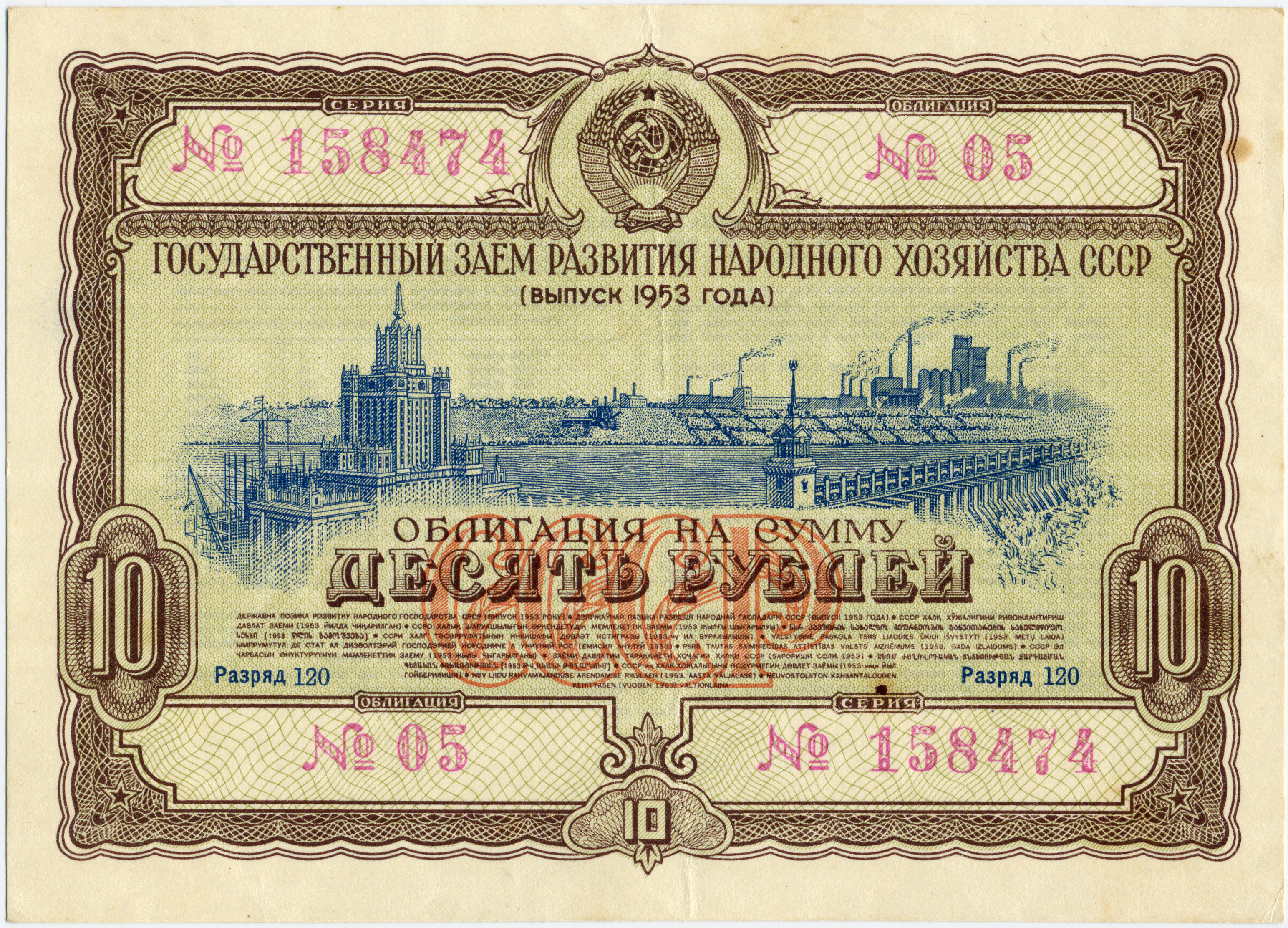
Облигация Государственного займа развития народного хозяйства СССР. 1953, аверс
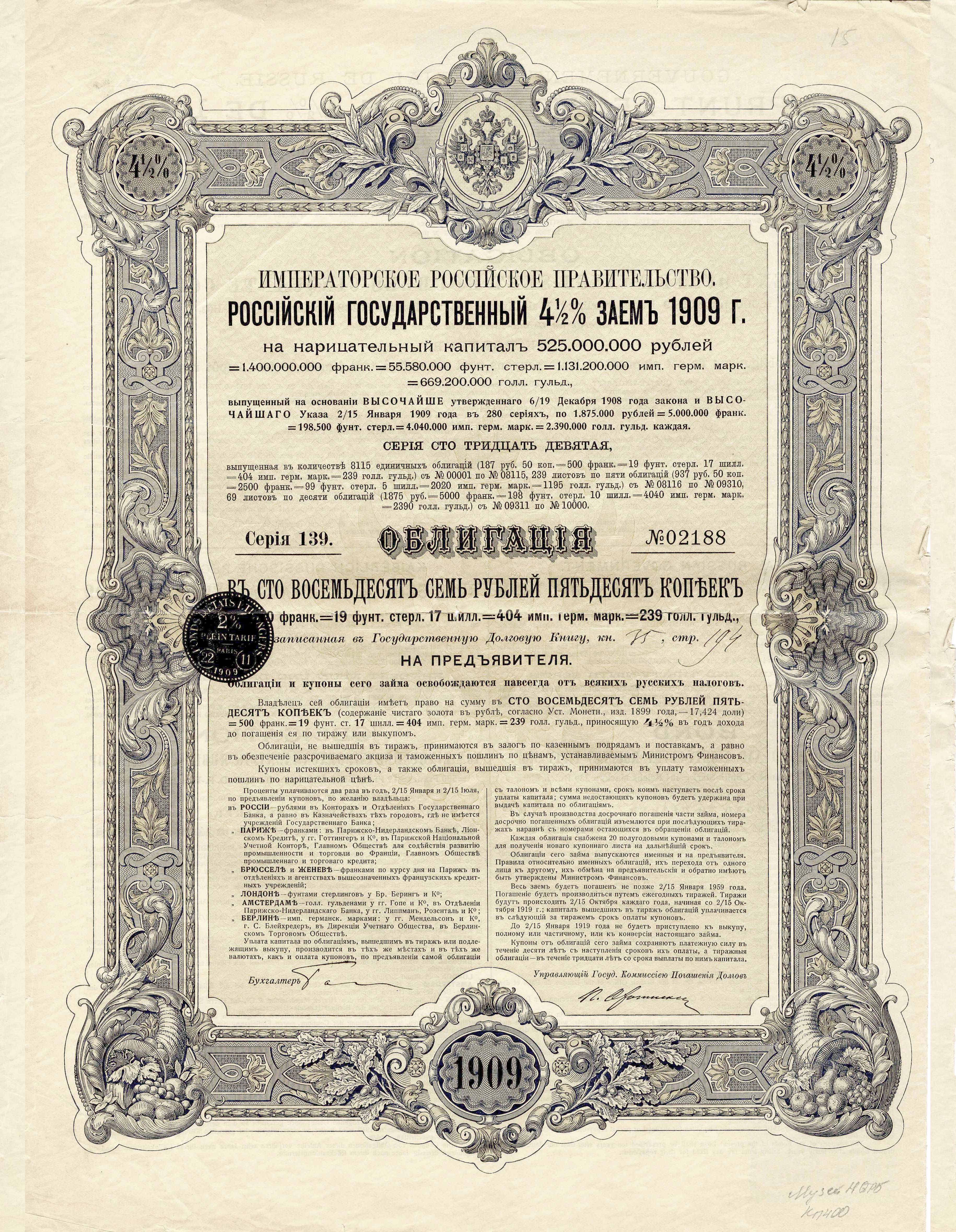
Облигация Российской империи